# Phyllodonta caninata
Phyllodonta caninata is een vlinder uit de familie van de spanners (Geometridae). De wetenschappelijke naam van de soort is, als Azelina caninata, voor het eerst geldig gepubliceerd in 1858 door Achille Guénée.